# Minster (Ohio)
Minster ist ein Village in Auglaize und Shelby County in Ohio in den Vereinigten Staaten. Die Bevölkerungszahl lag im Jahr 2000 bei knapp 2800 Einwohnern. Nördlich von Minster befindet sich das Dorf New Bremen, südlich davon Fort Loramie, das schon zum benachbarten 
Shelby County gehört. In Minster steht die größte Joghurtanlage der Welt, die von Danone betrieben wird. Hier waren 2020 430 Mitarbeiter beschäftigt.
Der Ort entstand 1832 unter dem Namen Stallotown (nach dem Gründer Franz Joseph Stallo aus Damme im heutigen Niedersachsen, anglisiert als Francis Stallo) und wurde 1836 in Minster umbenannt, in Anlehnung an das katholische Bistum Münster, dem auch der stark katholisch geprägte Ort Damme angehört (siehe Oldenburger Münsterland). Der Ort wurde anfangs hauptsächlich durch deutsche Immigranten katholischen Glaubens besiedelt, die über den Miami-Erie-Kanal nach Minster gelangten, und sich als Farmer niederließen. Allein aus dem Amt Damme folgten zwischen 1830 und 1880 etwa ein Drittel der Bevölkerung nach. Noch heute wird in Minster das Oktoberfest gefeiert, auch ist die Ortschaft überwiegend römisch-katholisch; die zur Erzbistum Cincinnati gehörende katholische Kirche St. Augustin (engl. St. Augustine Catholic Church) ist in das National Register of Historic Places eingetragen.

## Infrastruktur

### Verkehr
Die Staatsstraße Ohio State Route 66 führt in Nord-Süd-Richtung durch Minster, die State Route 119 in Ost-West-Richtung. Der nächstgelegene Interstate Highway ist die Interstate 75 bei Sidney.
Minster ist Endpunkt einer Bahnstrecke der Western Ohio Rail Authority aus St. Marys, auf der durch die R. J. Corman Railroad Western Ohio Line Güterverkehr angeboten wird.

### Bildung
Minster befindet sich im Schulsprengel Minster Local Schools district, dessen Schulen in Minster liegen. Die Bibliothek Auglaize County Public Library betreibt eine Außenstelle in Minster.

## Persönlichkeiten
- Joseph Gregory Dwenger (1837–1893), römisch-katholischer Ordensgeistlicher, Bischof von Fort Wayne
- John Joseph Enneking (1841–1916), amerikanischer Landschaftsmaler deutscher Herkunft.